# Sesia timur
Sesia timur is een vlinder uit de familie wespvlinders (Sesiidae), onderfamilie Sesiinae.
Sesia timur is voor het eerst wetenschappelijk beschreven door Grumm-Grshimailo in 1893. De soort komt voor in het Palearctisch gebied.